# Бобиньи
Бобиньи́ (фр. Bobigny) — город (коммуна) на севере Франции, префектура (административный центр) небольшого департамента Сен-Сен-Дени в регионе Иль-де-Франс. Северо-восточный пригород Парижа.

## Население
Население коммуны на 2010 год составляло 47 492 человека. Высока доля иммигрантов и потомков выходцев из стран Магриба и из Африки южнее Сахары.
| 1962   | 1968   | 1975   | 1982   | 1990   | 1999   | 2010   |
| ------ | ------ | ------ | ------ | ------ | ------ | ------ |
| 37 010 | 39 453 | 43 125 | 42 723 | 44 659 | 44 118 | 47 492 |

## Транспорт
В Бобиньи расположены две станции парижского метро: Бобиньи — Пантен — Раймон Кено и Бобиньи — Пабло Пикассо (линия 5). Также через Бобиньи пролегает линия трамвая Т1, соединяющая Бобиньи с Аньером и Нуази-ле-Сек. В Бобиньи располагается ателье де Бобиньи, обслуживающее обе линии.

## Интересные факты
В городе есть бульвар Ленина (фр.), Сталинградская улица и проспект Юрия Гагарина. В городе также есть медальон Ленина (на фасаде муниципальной консерватории Винер).
Биржа труда открыта 2 мая 1978 года. Она была построена по проекту бразильского архитектора Оскара Нимейера, автора планировки города Бразилиа.
В городе происходит действие фильмов «Шутки в сторону» и «Скрытое».

## Уроженцы
- Итанж, Шарль (род. 1982) — французский и камерунский футболист.
- Монфис, Гаэль (род. 1986) — французский теннисист.

## Города-побратимы
- Серпухов (Россия)
- Потсдам (Германия)